# Iulian Păcioianu
Iulian Păcioianu (n. 25 august 1970, Pitești, România) este un fost bober român.

## Carieră
S-a apucat mai întâi de atletism. Din 1987 a fost component al lotului național de atlism. Sportivul este medaliat la campionatele naționale de juniori, tineret și seniori în probele de 60 m garduri și 110 m garduri și în 1992 a participat la Cupa Europei de la Lille. În plus, din anul 1992 el s-a dedicat bobului.
Iulian Păcioianu a participat la trei ediții ale Jocurilor Olimpice. Fiind împingător a ocupat locul 23 în proba de bob de 4 persoane (pilot: Florin Enache) la Jocurile Olimpice din 1994 de la Lillehammer. La Olimpiadă de la Nagano ei s-au clasat pe locul 27 și la Jocurile Olimpice din 2002 de la Salt Lake City au obținut locul 21.
După retragerea sa, Iulian Păcioianu a devenit antrenor. În calitate de antrenor a participat la cinci ediții ale Jocurilor Olimpice: Torino 2006, Vancouver 2010, Soci 2014, Pyeongchang 2018 și Beijing 2022.